# بتكونيكت
بتكونيكت ( الرمز BCC ) عبارة عن عملة معماة مفتوحة المصدر، تم اصدارها في 2016، وكانت مرتبطة ببرنامج استثمار عالي العائد، وهو نوع من مخطط بونزي. بعد أن أغلق مسؤولو النظام الأساسي في 16 يناير 2018 واستردوا استثمارات المستخدمين بالعملة بعد انهيار قيمتها بنسبة 92 ٪، لانها فقدت الثقة وانخفضت من 525 دولار إلى أقل من 1 دولار.

## أنظر أيضا
- قائمة العملات المشفرة